# Snelschaak

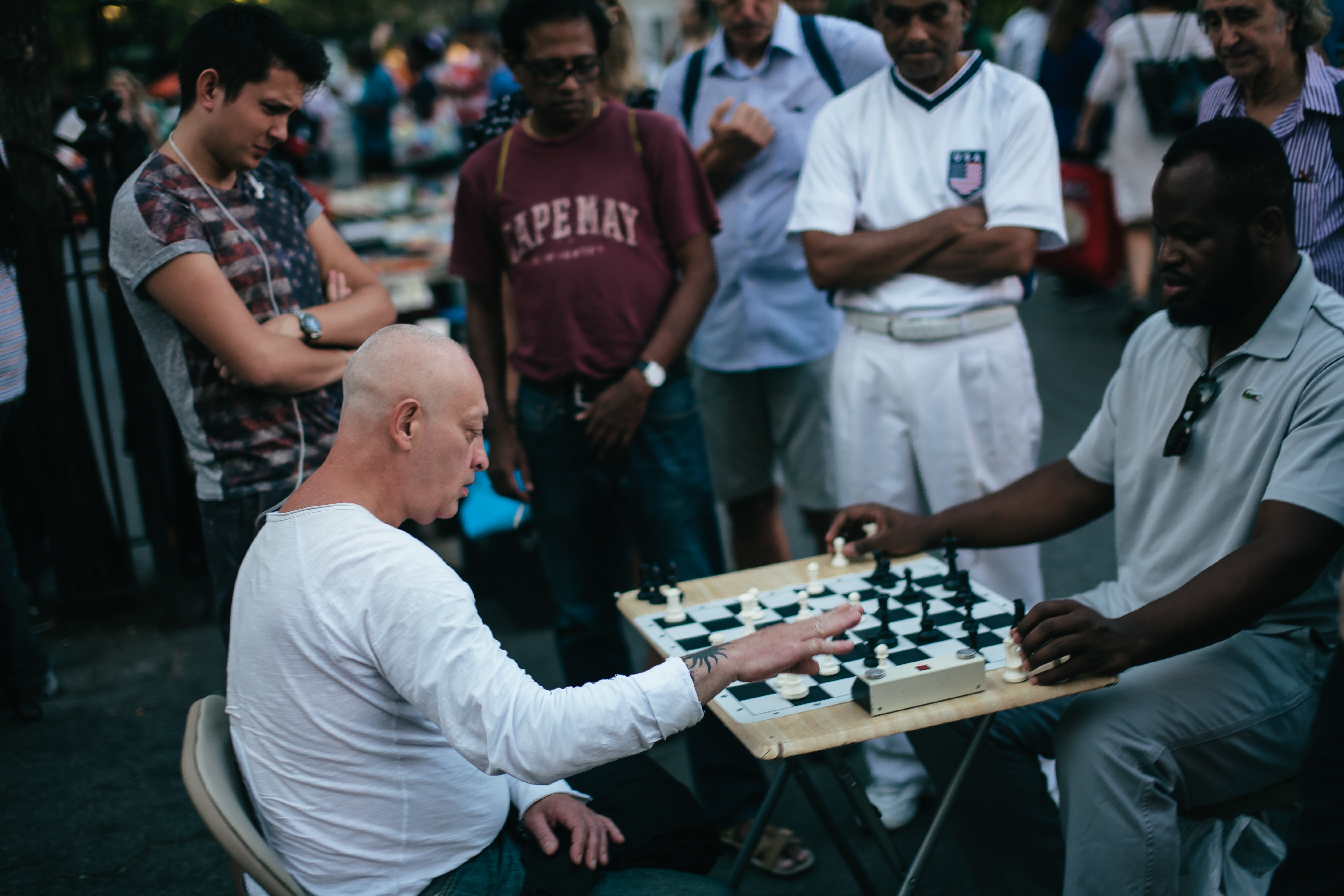
Bulletschaak op Union Square in Manhattan, New York

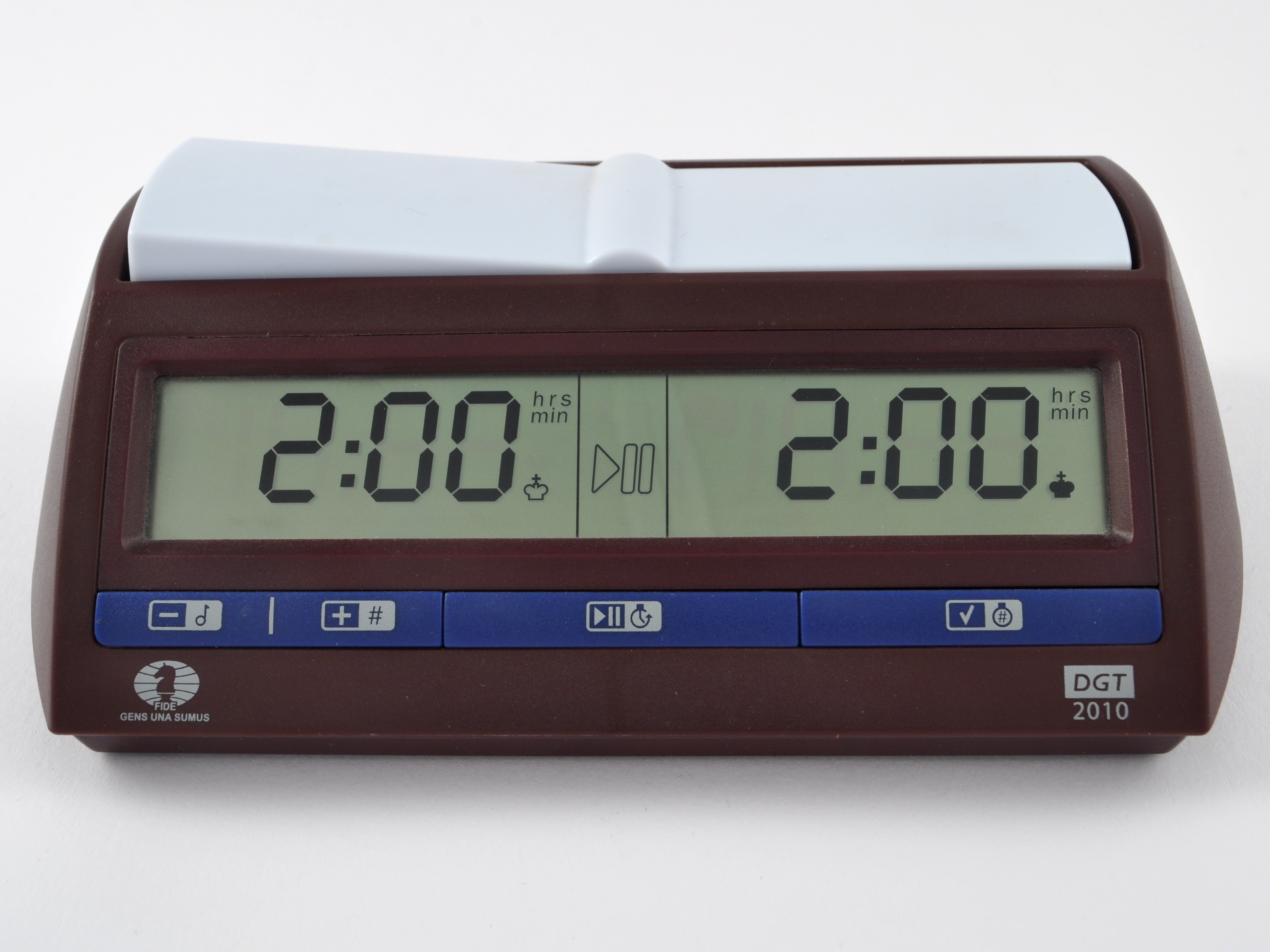
Een schaakklok die gebruikt wordt bij snelschaak

Snelschaak is een verzamelnaam voor verschillende varianten van schaken waarbij de spelers spelen onder een hogere tijdsdruk. In gewone ('klassieke') schaakwedstrijden heeft een deelnemer zestig minuten of meer bedenktijd; in rapidschaak varieert de bedenktijd tussen vijftien en zestig minuten; en bij de verschillende snelschaakvarianten varieert deze van tien tot een enkele minuut.

## Algemeen
Bij snelschaak gelden in het algemeen dezelfde regels als bij rapidschaak, met twee uitzonderingen:
- Een speler kan geen remise opeisen omdat de tegenstander alleen maar zetten doet om op tijd te winnen.
- Een speler kan de winst opeisen als zijn tegenstander een onreglementaire zet heeft gedaan en de speler zelf nog niet heeft gezet.

Het komt regelmatig voor dat, zeker in de zeer korte partijen, een onreglementaire zet onopgemerkt blijft. Men gaat bijvoorbeeld door het schaak heen. Als de tegenstander een zet doet, zonder de onreglementaire zet gemeld te hebben, gaat de partij gewoon verder. Het kan zelfs voorkomen dat beide partijen schaak staan. Men komt dan overeen wat de uitslag zal zijn: wit wint, zwart wint of het is remise. Er zijn vele variaties op de regels van snelschaak. 
Aangezien snelschaken weinig tijd over laat om diep na te denken komt het op training en ervaring aan en komen sterkteverschillen doorgaans sterker tot uitdrukking. Het niveau van een snelschaakpartij is in het algemeen beduidend lager dan dat van een normale partij. Meestal geldt de regel: wie de minste blunders maakt wint.

## Blitzschaak
Bij blitzschaak heeft iedere speler volgens de internationale FIDE-standaarden tien minuten of minder om de wedstrijd te voltooien. Voor het FIDE Wereldkampioenschap Blitz heeft elke speler drie minuten plus twee extra seconden per zet.

## Bulletschaak
Bij bulletschaak heeft elke speler per partij niet meer dan één minuut of soms twee minuten bedenktijd. Deze vorm van snelschaak is makkelijker te spelen via een schaakcomputer; het voorkomt dat de schaakstukken door de snelle handbewegingen omvallen. 

## Armageddon
Bij armageddon heeft elke partij een winnaar, omdat een remise geteld wordt als een overwinning van zwart. Ter compensatie heeft wit meer tijd op de klok, bijvoorbeeld zes minuten voor wit en vijf minuten voor zwart.